# Погоня (фильм, 2011)
«Погоня» (англ. Abduction) — американский боевик режиссёра Джона Синглтона. В главных ролях Тейлор Лотнер, Сигурни Уивер, Мария Белло и Альфред Молина. Премьера фильма состоялась 23 августа 2011 года в Сиднее.

## Сюжет
Нейтан Харпер (Тейлор Лотнер) — обычный подросток, который вместе с друзьями отправляется на вечеринку и засыпает там. Отец Нейтана — Кевин (Джейсон Айзекс) забирает его утром и отвозит домой, где тренирует того боксу и отчитывает его.
После школы Нейтан вместе со своей подружкой Карен (Лили Коллинз) встречаются в доме Харперов, чтобы подготовить сочинения про сайт пропавших детей. Однако на сайте Нейтан находит свою фотографию и осматривает свою майку, которую носил в детстве, которая полностью совпадает с одеждой мальчика. Он требует объяснений от своей матери Мары (Мария Белло), и та признаётся, что не является его мамой. В дом врываются убийцы (которые вычислили Нейтана с помощью камеры в ноутбуке) и убивают Кевина и Мару, а дом взрывают. Нейтану удаётся вместе с Карен нырнуть в бассейн и остаться в живых, после чего они едут в больницу, так как Карен получила ранение. В больнице Нейтан звонит в 911, но его соединяют с Фрэнком Бёртоном (Альфред Молина) и он говорит Нейтану, чтобы тот оставался на месте. Внезапно появляется психолог доктор Беннет (Сигурни Уивер), к которой ходил Нейтан, так как его постоянно мучали странные сны. Беннет говорит, что его настоящие родители приставили её для охраны Нейтана. Доктор увозит их вместе с Карен прямо «из-под носа» спецслужб и Бертона, после чего выкидывает их и взрывает машину. Нейтан прячется вместе с Карен в лесу, и приносит ей одеяло.
После этого Нейтан начинает расследование. Он понимает, что Кевин и Мара были агентами ФБР, которым надо было оберегать его. Также к нему в руки попадает странный мобильник с шифром. Он понимает, что Бертон и сербский террорист Никола Козлов (Микаэль Нюквист), который и послал тогда к нему в дом убийц ведут охоту. Нейтан поездом вместе с Карен едет в Питтсбург, куда его ведут зацепки. В поезде на них нападает киллер, но подростку удаётся выкинуть того в окно. В Питтсбурге его ловит Бертон. Он просит Нейтана отдать мобильник, но на агентов нападают люди Козлова и убивают некоторых из них, и Нейтан, воспользовавшись ситуацией, убегает. Он назначает Никола встречу на бейсбольном матче. На матче Харпер после непродолжительного разговора узнаёт, что Козлов в 1995 году ворвался в дом к Нейтану в Париже и убил мать, однако она успела спрятать маленького Нейтана под кровать. После этого Козлов пытается убить Нейтана и тот бежит на парковку, где Козлова пристреливает снайпер — отец Нейтана, который работал на спецслужбы и связался с сыном через мобильник. К месту приезжает Бертон и говорит Нейтану, что на мобильнике находится зашифрованное досье о людях, совершивших измену родине. Харпер почти отдаёт ему устройство, но появляется ФБР и берёт Бертона под арест — он сам находится в этом списке, поэтому так и хотел заполучить его. Нейтан выполнил волю отца, но остался сиротой.

## В ролях
- Тейлор Лотнер — Нейтан Харпер
- Лили Коллинз — Карен Мёрфи
- Альфред Молина — Фрэнк Бертон
- Микаэль Нюквист — Никола Козлов
- Сигурни Уивер — доктор Беннет
- Мария Белло — Мара
- Джейсон Айзекс — Кевин
- Антоник Смит — Сандра Бернс
- Дэнзел Уитакер — Гилли
- Уильям Пелц — Джейк

## Прокат
Прокат фильма в Венгрии, Перу, России, Сингапуре стартовал 22 сентября 2011 года, в Бразилии, Индии, США — 22 сентября, в Гонконге, Дании и Чили — 29 сентября.

## Музыка
- 1. Train — To Be Loved (Конец фильма)
- 2. Lenny Kravitz — Come on Get It (Играет в самом начале)
- 3. Raphael Saadiq — Heart Attack (Нейтан едет на мотоцикле, моментальная приборка Нейтана)
- 4. Oh Land — Twist (У бассейна на вечеринке)
- 5. Hot Bodies in Motion — Under My Skin (Нейтан едет на мотоцикле)
- 6. Black Stone Cherry — Blame It on the Boom Boom (Нейтан играет в приставку)
- 7. Blaqk Audio — The Witness
- 8. Cobra Starship — #1Nite (One Night)
- 9. Alexis Jordan — Good Girl (На вечеринке как только пришли возле фонтана)
- 10. Matthew Koma — Novacaine Lips
- 11. Superstar Shyra — DJ Love Song
- 12. Donora — The Chorus (Карен рвет фотографию)
- 13. Andrew Allen — Loving You Tonight
- 14. Edward Shearmur — Abduction Suite
- 15. Sleigh Bells — Kids [bonus]